# Okręg wyborczy Leeds West
Okręg wyborczy Leeds West powstał w 1885 r. i wysyłał do brytyjskiej Izby Gmin jednego deputowanego. Okręg obejmował zachodnią część miasta Leeds. Przed wyborami w 2024 został zniesiony, zaś jego teren podzielony pomiędzy okręgi: Leeds Central and Headingley, Leeds South West and Morley i    Leeds West and Pudsey.

## Deputowani do brytyjskiej Izby Gmin z okręgu Leeds West
- 1885–1910: Herbert Gladstone, Partia Liberalna
- 1910–1918: Thomas Edmund Harvey
- 1918–1923: John Murray, Partia Liberalna
- 1923–1931: Thomas Stamford, Partia Pracy
- 1931–1945: Vyvyan Adams, Partia Konserwatywna
- 1945–1949: Thomas Stamford, Partia Pracy
- 1949–1974: Charles Pannell, Partia Pracy
- 1974–1983: Joseph Dean, Partia Pracy
- 1983–1987: Michael Meadowcroft, Partia Liberalna
- 1987–2010: John Battle, Partia Pracy
- 2010–2024: Rachel Reeves, Partia Pracy